# Reino Unido en los Juegos Olímpicos de Sídney 2000
El Reino Unido estuvo representado en los Juegos Olímpicos de Sídney 2000 por un total de 310 deportistas que compitieron en 23 deportes.  
El portador de la bandera en la ceremonia de apertura fue el remero Matthew Pinsent.

## Medallistas
El equipo olímpico británico obtuvo las siguientes medallas:
| Nombre | Deporte               | Competición                |
| --- | --------------------- | -------------------------- |
| Oro |                       |                            |
| Jonathan Edwards | Atletismo             | Triple salto M             |
| Denise Lewis | Atletismo             | Heptatlón F                |
| Audley Harrison | Boxeo                 | Superpesado (+91 kg) M     |
| Jason Queally | Ciclismo en pista     | 1 km contrarreloj M        |
| Stephanie Cook | Pentatlón moderno     | Individual F               |
| James Cracknell Steve Redgrave Timothy Foster Matthew Pinsent                                                                                | Remo                  | Cuatro sin timonel (M4-) M |
| Andrew Lindsay Benedict Hunt-Davis Simon Dennis Louis Attrill Luka Grubor Kieran West Frederick Scarlett Stephen Trapmore Rowley Douglas (t) | Remo                  | Ocho con timonel (M8+) M   |
| Richard Faulds | Tiro                  | Doble foso M               |
| Ben Ainslie | Vela                  | Laser M                    |
| Iain Percy | Vela                  | Finn M                     |
| Shirley Robertson | Vela                  | Europa F                   |
| Plata |                       |                            |
| Steve Backley | Atletismo             | Jabalina M                 |
| Darren Campbell | Atletismo             | 200 m M                    |
| Chris Hoy Jason Queally | Ciclismo en pista     | Velocidad por eqs. M       |
| Ian Stark (Jaybee) Jeanette Brakewell (Over To You) Philippa Funnell (Supreme Rock) Leslie Law (Shear H2O)                                   | Hípica                | Concurso completo por eqs. |
| Kate Howey | Judo                  | –70 kg F                   |
| Paul Ratcliffe | Piragüismo en eslalon | K1 M                       |
| Guin Batten Miriam Batten Katherine Grainger Gillian Lindsay                                                                                 | Remo                  | Cuatro scull (W4x) F       |
| Ian Peel | Tiro                  | Foso M                     |
| Ian Barker Simon Hiscocks | Vela                  | 49er M                     |
| Mark Covell Ian Walker | Vela                  | Star M                     |
| Bronce |                       |                            |
| Katherine Merry | Atletismo             | 400 m F                    |
| Kelly Holmes | Atletismo             | 800 m F                    |
| Simon Archer Joanne Goode | Bádminton             | Dobles mixto               |
| Yvonne McGregor | Ciclismo en pista     | Persecución ind. F         |
| Paul Manning Bryan Steel Chris Newton Bradley Wiggins                                                                                        | Ciclismo en pista     | Persecución por eqs. M     |
| Kate Allenby | Pentatlón moderno     | Individual F               |
| Tim Brabants | Piragüismo            | K1 1000 m M                |